# Anežská lípa
Anežská lípa je památný strom, solitérní lípa malolistá (Tilia cordata) v Krušných horách. Strom s výraznými kořenovými náběhy roste v nadmořské výšce 610 m v zahradě u domu čp. 32 při severozápadním okraji obce Krásný Les v okrese Karlovy Vary v Karlovarském kraji.
Obvod kmene měří 395 cm, mohutná koruna sahá do výšky 25 m (měření 2016). Stáří stromu bylo v roce 2016 odhadováno na 185 let.
Lípa je chráněna od roku 2016 jako historicky důležitý strom s vysokou estetickou hodnotou.

## Stromy vokolí
- Břek u Horního hradu
- Buk k Osvinovu
- Duby u Panské louky
- Jasan u kovárny
- Květnovská lípa